# سیاست روادید در ارمنستان
سیاست ویزا در ارمنستان به مجموعه‌ای از سیاست‌های کشور ارمنستان اطلاق می‌شود که بازدیدکنندگان از ارمنستان باید برای ورود و ماندن در این کشور رعایت کنند. بازدیدکنندگان از ارمنستان باید ویزا از یکی از وابسته‌های دیپلماتیک ارمنستان دریافت کنند، مگر اینکه شهروند یکی از کشورهای معاف از ویزا، یا شهروندانی باشند که می‌توانند ویزای ورود در مرز دریافت کنند یا شهروندانی که واجد شرایط دریافت ویزای الکترونیکی (e-Visa) هستند. شهروندان کشورهای مستقل مشترک‌المنافع و شهروندان تمام کشورهای عضو اتحادیه اقتصادی اوراسیا و اتحادیه اروپا می‌توانند بدون ویزا وارد ارمنستان شوند.
سیاست‌های ویزا و سایر سیاست‌های مهاجرتی ارمنستان مطابق با ترتیبات حقوق جابجایی درون کشورهای مستقل مشترک‌المنافع و قوانین اتحادیه اقتصادی اوراسیا اجرا می‌شوند.

## نقشه سیاست ویزا

سیاست ویزا ارمنستان
ارمنستان
معاف از ویزا (۱۸۰ روز و ورود با پاسپورت داخلی یا کارت شناسایی)
معاف از ویزا (۱۸۰ روز)
معاف از ویزا (۹۰ روز)
ویزای ورود در مرز یا ویزای الکترونیکی (۱۲۰ روز)
ویزای ورود در مرز با برخی الزامات و ویزای الکترونیکی
ویزا مورد نیاز
مجوز ویژه ورود مورد نیاز
ورود ممنوع

## معافیت از ویزا

### پاسپورت‌های عادی
دارندگان پاسپورت‌های عادی اگر جزو کشورهای زیر باشند، می‌توانند بدون ویزا وارد ارمنستان شوند و برای مدت زمان مشخص شده در این کشور اقامت کنند:
| - آلبانی - آندورا - آرژانتین - استرالیا - بلاروس - برزیل - اکوادور - گرجستانکارت شناسایی - هنگ کنگ - ایسلند | - ژاپن - قزاقستان - کویت - قرقیزستان - لیختن‌اشتاین - ماکائو - مولداوی - موناکو - مونته‌نگرو - نیوزیلند | - نروژ - پاناما - قطر - روسیهپاسپورت داخلی - سان مارینو - صربستان - سنگاپور - کره جنوبی - سوئیس - تاجیکستان | - اوکراین - امارات متحده عربی - بریتانیا - ایالات متحده آمریکا - اروگوئه - ازبکستان - واتیکان |  |

| - جمهوری آذربایجان۱ | - چین | - ایران |  |

کارت شناسایی - ممکن است با کارت شناسایی به جای گذرنامه وارد شوند اگر مستقیماً از گرجستان وارد شوند.

پاسپورت داخلی - ممکن است با پاسپورت داخلی به جای گذرنامه وارد شوند اگر از طریق هوایی وارد شوند.

۱ - شهروندان آذربایجان باید مجوز ویژه ورود داشته باشند.

### پاسپورت‌های غیرعادی
علاوه بر کشورهایی که شهروندانشان از ویزا معاف هستند، دارندگان پاسپورت‌های دیپلماتیک، رسمی یا خدماتی، ممکن است بتوانند بدون ویزا وارد ارمنستان شوند و برای مدت زمان مشخص شده‌ای در این کشور بمانند:
| - لبنان |

| - شیلی - مصرد - هندد | - ایران - اسرائیلد - مکزیک | - فیلیپین - سوریه - ویتنام |  |

| - کویت | - اردند |  |

| - بوسنی و هرزگویند |

| - اندونزی - مالزی | - مغولستان - ترکمنستان |  |

د - فقط برای پاسپورت‌های دیپلماتیک.
توافقی با تونس در دسامبر ۲۰۲۳ برای تسهیل ورود شهروندان تونسی به ارمنستان امضا شد و در حال تصویب است.

## ویزای ورود در مرز
بازدیدکنندگانی که به عنوان گردشگر از کشورهای زیر به ارمنستان سفر می‌کنند، می‌توانند ویزای ورود در مرز برای مدت اقامت حداکثر ۱۲۰ روز با هزینه ۱۵٬۰۰۰ درام را دریافت کنند. آن‌ها همچنین می‌توانند پیش از سفر به ارمنستان ویزای الکترونیکی (e-Visa) دریافت کنند.
| - آنتیگوآ و باربودا - باهاما - بحرین - باربادوس - بوسنی و هرزگوین - کانادا - شیلی | - دومینیکا - جمهوری دومینیکن - اسرائیل - اردن - کره شمالی - لبنان - مکزیک | - مقدونیه شمالی - عمان - پرو - سنت وینسنت و گرنادین‌ها - آفریقای جنوبی - تایلند - ترکیه |  |

### ویزای ورود در مرز مشروط
شهروندان کشورهای زیر تنها در صورتی می‌توانند برای ویزای ورود در مرز اقدام کنند که ویزای معتبر یا مجوز اقامت دائم معتبر (کارت اقامت) صادر شده توسط استرالیا، بلاروس، کانادا، کشورهای شورای همکاری خلیج فارس، ژاپن، نیوزیلند، روسیه، سنگاپور، کره جنوبی، کشورهای عضو اتحادیه اروپا / منطقه شنگن، پادشاهی متحده یا ایالات متحده را داشته باشند. در صورت واجد شرایط بودن، آن‌ها می‌توانند پیش از سفر نیز برای اخذ ویزای الکترونیکی (e-Visa) اقدام کنند.
| - کشورهای عضو آسه‌آن (به‌جز سنگاپور و تایلند) \| - الجزایر - بلیز - بوتان (کشور) - بولیوی - کلمبیا - کاستاریکا - کوبا - مصر - السالوادور - فیجی - گرنادا \| - گواتمالا - گویان - هائیتی - هندوراس - هند - عراق - جامائیکا - کیریباتی - مالدیو - جزایر مارشال - ایالات فدرال میکرونزی \| - مغولستان - مراکش - نائورو - نیکاراگوئه - پالائو - پاپوآ گینه نو - پاراگوئه - سنت کیتس و نویس - سنت لوسیا - ساموآ - عربستان سعودی \| - جزایر سلیمان - سورینام - تیمور شرقی - تونگا - ترینیداد و توباگو - تونس - ترکمنستان - تووالو - وانواتو - ونزوئلا \| \| | | | |  |
| - الجزایر - بلیز - بوتان (کشور) - بولیوی - کلمبیا - کاستاریکا - کوبا - مصر - السالوادور - فیجی - گرنادا | - گواتمالا - گویان - هائیتی - هندوراس - هند - عراق - جامائیکا - کیریباتی - مالدیو - جزایر مارشال - ایالات فدرال میکرونزی | - مغولستان - مراکش - نائورو - نیکاراگوئه - پالائو - پاپوآ گینه نو - پاراگوئه - سنت کیتس و نویس - سنت لوسیا - ساموآ - عربستان سعودی | - جزایر سلیمان - سورینام - تیمور شرقی - تونگا - ترینیداد و توباگو - تونس - ترکمنستان - تووالو - وانواتو - ونزوئلا |  |

## ویزای الکترونیکی (e-Visa)
تمامی شهروندان خارجی (به‌جز آن‌هایی که نیاز به ویزای پیش از سفر دارند) همچنان واجد شرایط دریافت ویزای الکترونیکی (e-Visa) هستند. در صورت تأیید، ویزای الکترونیکی به دارندگان اجازه می‌دهد تا برای مدت حداکثر ۱۲۰ روز یا ۱۴۱ روز با هزینه ۳۴ یورو (برای اعتبار ۱۲۰ روز) یا ۷ یورو (برای اعتبار ۲۱ روز) در کشور اقامت کنند. درخواست باید حداقل ۳ روز کاری قبل از سفر ارسال شود.

## ویزای مورد نیاز پیش از سفر
شهروندان کشورهای زیر باید برای دریافت ویزا پیش از سفر به سفارت یا کنسولگری ارمنستان مراجعه کنند و فقط با دعوت‌نامه امکان دریافت ویزا را دارند:
| - کشورهای عضو اتحادیه آفریقا (به‌جز الجزایر، مصر، مراکش، آفریقای جنوبی و تونس) \| - افغانستان - بنگلادش \| - نپال - پاکستان \| - فلسطین - سری‌لانکا \| - سوریه - یمن \| \| |                  |                     |               |  |
| - افغانستان - بنگلادش | - نپال - پاکستان | - فلسطین - سری‌لانکا | - سوریه - یمن |  |

## محدودیت‌های ورود
ورود و ترانزیت برای شهروندان کوزوو حتی در صورتی که از هواپیما خارج نشوند و با همان پرواز ادامه دهند، ممنوع است. ارمنستان همچنین گذرنامه کشورهای آبخازیا، صحراوی، سومالی‌لند، اوستیای جنوبی و ترانس‌نیستریا را به رسمیت نمی‌شناسد.

## آمار بازدیدکنندگان
هر ساله تعداد زیادی از بازدیدکنندگان از ارمنستان بازدید می‌کنند که می‌توان آمارها را در جدول زیر مشاهده کرد. به دلیل دنیاگیری کووید-۱۹ و جنگ دوم قره‌باغ اطلاعات دقیقی از ورود بازدیدکنندگان به ارمنستان در سال ۲۰۲۰ در دسترس نیست:
| کشور                | ۲۰۲۱    | ۲۰۲۰    | ۲۰۱۹      |
| ------------------- | ------- | ------- | --------- |
| روسیه               | ۳۸۱٬۵۶۹ | ۱۶۹٬۸۷۱ | ۸۵۵٬۶۱۲   |
| ایران               | ۱۲۷٬۱۴۶ | نامعلوم | ۱۶۰٬۸۸۱   |
| گرجستان             | ۸۷٬۶۳۰  | نامعلوم | ۳۴۴٬۵۰۷   |
| ایالات متحده آمریکا | ۳۱٬۶۶۲  |         |           |
| اوکراین             | ۲۲٬۲۶۷  |         |           |
| هند                 | ۱۷٬۹۸۰  |         |           |
| چین                 | ۱۳٬۴۵۱  | نامعلوم | ۱۵٬۵۵۰    |
| فرانسه              | ۱۴٬۳۱۰  |         |           |
| آلمان               | ۱۱٬۹۳۶  |         |           |
| کانادا              | ۹٬۳۷۸   |         |           |
| هلند                | ۷٬۵۷۳   |         |           |
| بلاروس              | ۷٬۲۴۴   |         |           |
| بلژیک               | ۵٬۷۴۴   |         |           |
| قزاقستان            | ۵٬۴۵۱   | نامعلوم | ۳۹٬۸۸۲    |
| ژاپن                | ۵٬۲۹۰   |         |           |
| فیلیپین             | ۴٬۴۶۱   |         |           |
| آرژانتین            | ۴٬۲۷۸   |         |           |
| ازبکستان            | ۴٬۲۰۶   | نامعلوم | ۹٬۶۳۰     |
| لهستان              | ۴٬۱۷۶   |         |           |
| ویتنام              | ۴٬۰۵۱   |         |           |
| عراق                | ۴٬۰۰۴   |         |           |
| کره جنوبی           | ۳٬۸۷۰   |         |           |
| بریتانیا            | ۳٬۷۵۶   |         |           |
| ترکیه               | ۳٬۷۲۹   |         |           |
| لبنان               | ۳٬۳۷۳   |         |           |
| سوئد                | ۲٬۵۳۲   |         |           |
| اسپانیا             | ۲٬۳۰۱   |         |           |
| اندونزی             | ۲٬۲۴۶   |         |           |
| ایتالیا             | ۲٬۲۳۱   |         |           |
| مصر                 | ۲٬۱۷۱   |         |           |
| بلغارستان           | ۲٬۱۶۹   |         |           |
| عربستان سعودی       | ۲٬۱۶۰   |         |           |
| اتریش               | ۲٬۱۴۳   |         |           |
| قرقیزستان           | ۲٬۱۴۱   |         |           |
| رومانی              | ۲٬۱۲۹   |         |           |
| سوریه               | ۲٬۱۲۲   |         |           |
| برزیل               | ۲٬۱۲۱   |         |           |
| سوئیس               | ۲٬۱۱۶   |         |           |
| اسرائیل             | ۲٬۱۰۶   |         |           |
| امارات متحده عربی   | ۲٬۰۹۱   | نامعلوم | ۱۱٬۰۲۸    |
| مالزی               | ۲٬۰۸۷   |         |           |
| یونان               | ۲٬۰۸۰   |         |           |
| مولدووا             | ۲٬۰۴۱   |         |           |
| تاجیکستان           | ۲٬۰۲۹   |         |           |
| اردن                | ۲٬۰۰۶   |         |           |
| سایر کشورها         | ۳۸٬۸۸۱  | ۱۹۰٬۴۶۷ | ۲٬۸۸۲٬۵۲۸ |
| مجموع               | ۸۷۰٬۳۰۸ | ۳۶۰٬۳۳۸ | ۴٬۳۱۹٬۶۱۸ |